# Серьер-сюр-Эн
Серье́р-сюр-Э́н (фр. Serrières-sur-Ain) — коммуна во Франции, находится в регионе Рона — Альпы. Департамент — Эн. Входит в состав кантона Изернор. Округ коммуны — Нантюа.
Код INSEE коммуны — 01404.

## География
Коммуна расположена приблизительно в 380 км к юго-востоку от Парижа, в 65 км северо-восточнее Лиона, в 19 км к востоку от Бурк-ан-Бреса.
По территории коммуны протекает река Эн. Более половины территории коммуны покрыто лесами.

## Климат
Климат полуконтинентальный с холодной зимой и тёплым летом. Дожди бывают нечасто, в основном летом.

## Население
Население коммуны на 2010 год составляло 119 человек.
| 1962 | 1968 | 1975 | 1982 | 1990 | 1999 | 2010 |
| ---- | ---- | ---- | ---- | ---- | ---- | ---- |
| 91   | 81   | 63   | 64   | 71   | 79   | 119  |

## Администрация
| Период | Период | Фамилия        | Партия | Примечания |
| ------ | ------ | -------------- | ------ | ---------- |
| 1983   | 2004   | Поль Гийемо    |        |            |
| 2005   | 2008   | Реймон Ришонье |        |            |
| 2008   | 2014   | Кристиан Барде |        |            |

## Экономика
Основу экономики составляет сельское хозяйство. Летом по реке Эн курсируют туристические катера.
В 2010 году среди 83 человек трудоспособного возраста (15—64 лет) 64 были экономически активными, 19 — неактивными (показатель активности — 77,1 %, в 1999 году было 69,2 %). Из 64 активных жителей работали 57 человек (35 мужчин и 22 женщины), безработных было 7 (3 мужчин и 4 женщины). Среди 19 неактивных 0 человек были учениками или студентами, 14 — пенсионерами, 5 были неактивными по другим причинам.

## Фотогалерея

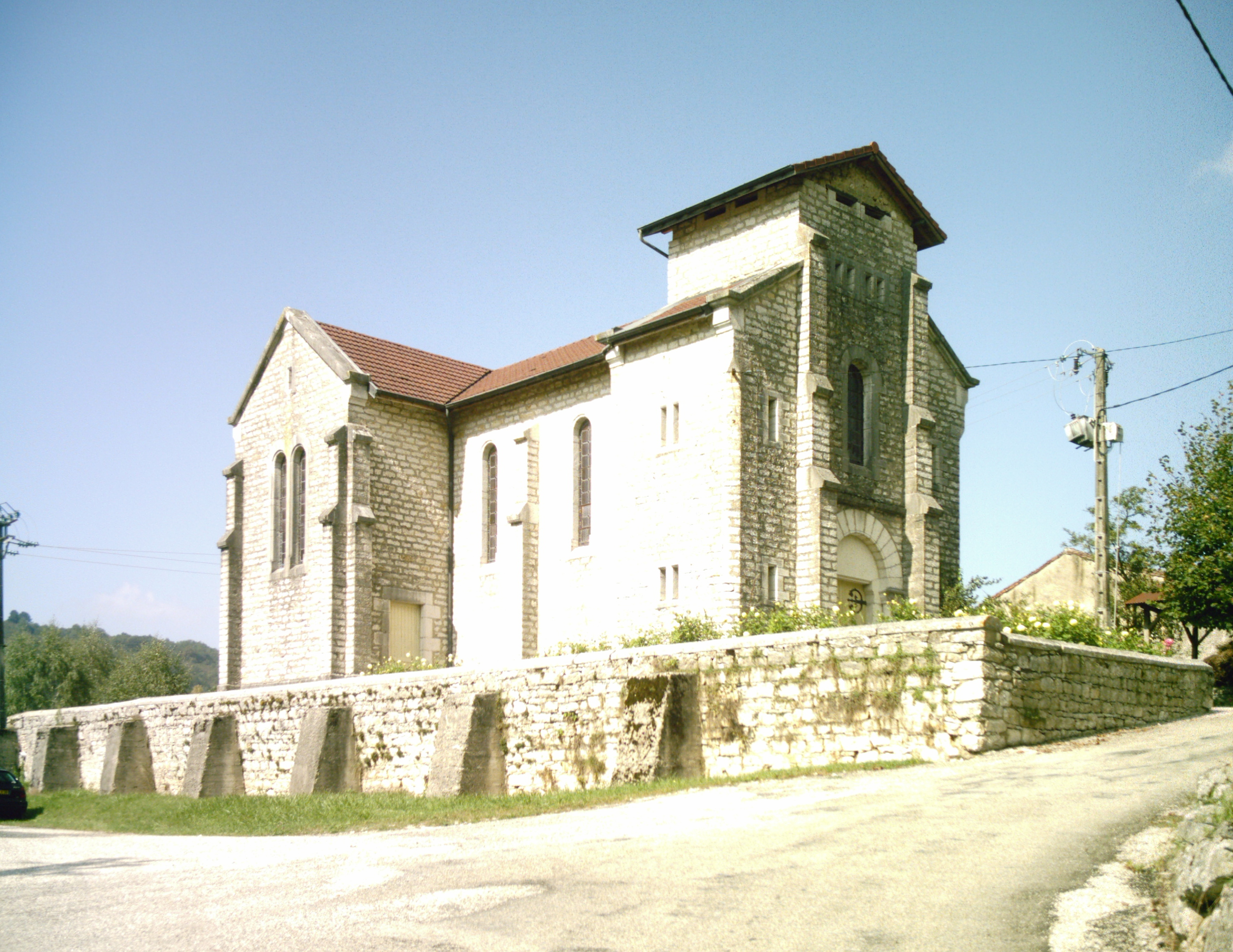
Церковь
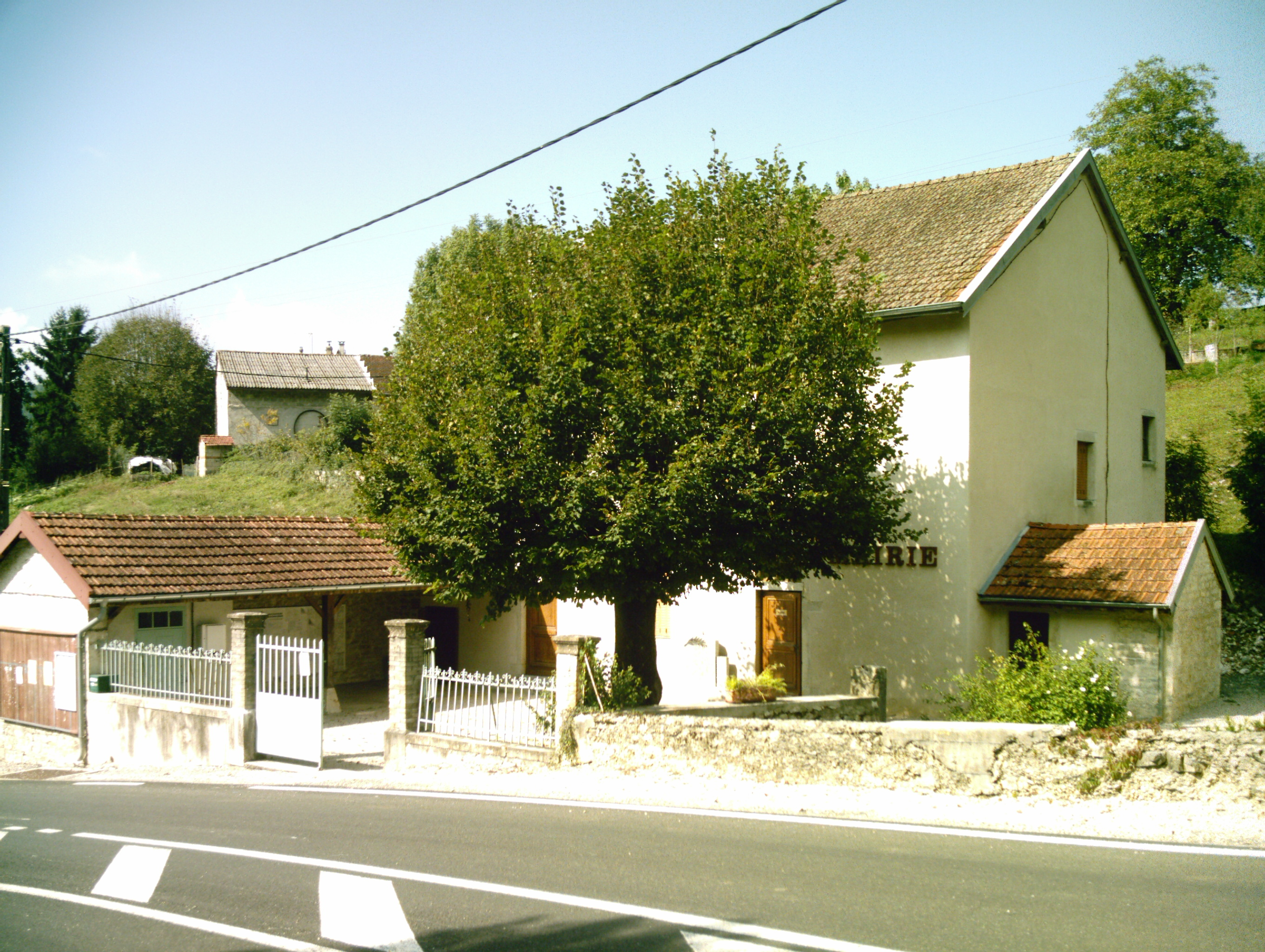
Мэрия
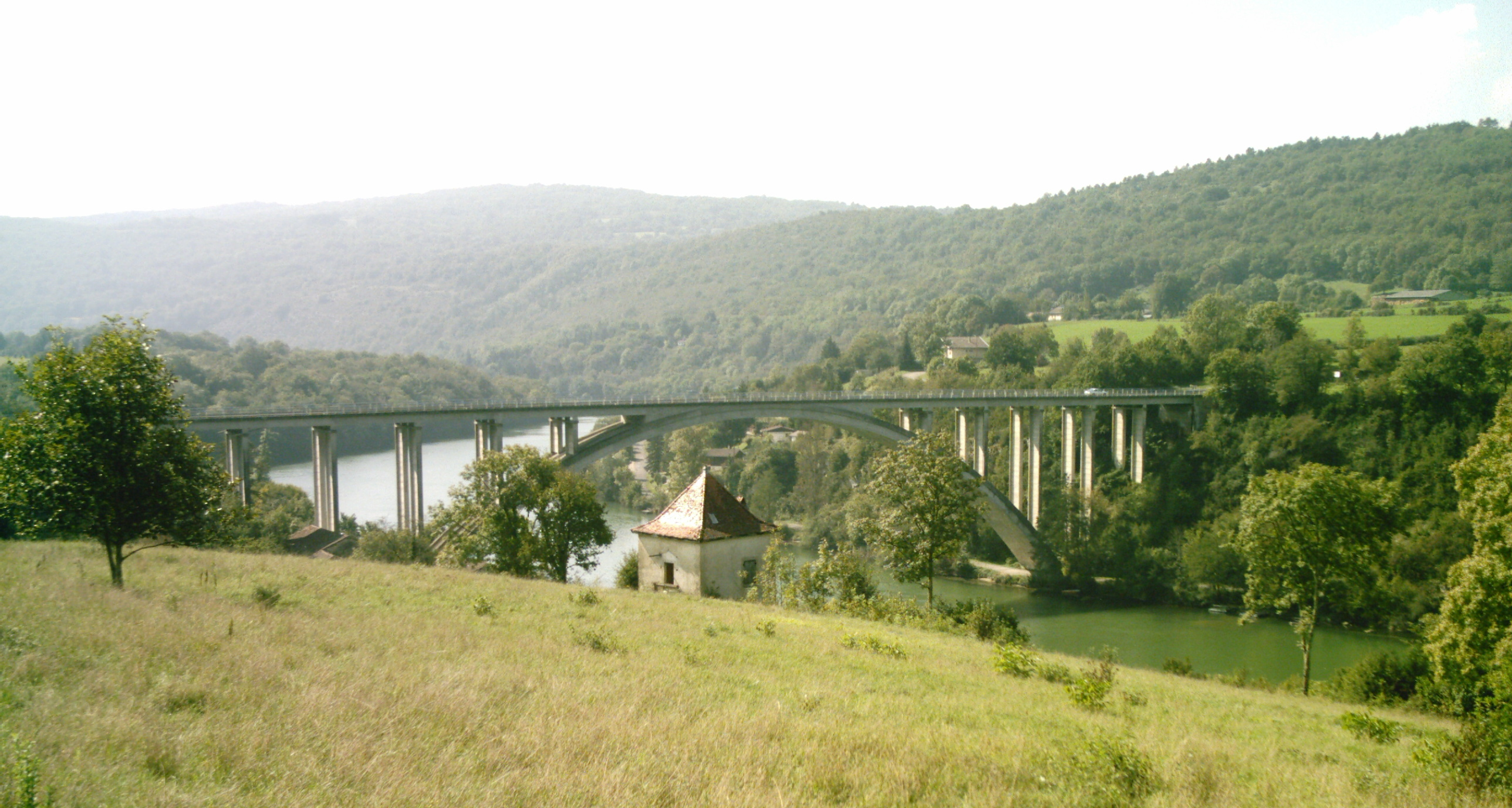
Мост Серьер-сюр-Эн[фр.] через реку Эн